# Бру (Мејн)
Бру (енгл. Brewer) град је у америчкој савезној држави Мејн.

## Демографија
По попису из 2010. године број становника је 9.482, што је 495 (5,5%) становника више него 2000. године.
| Група             | 2000.         | 2010.         |
| Белци             | 8.739 (97,2%) | 8.970 (94,6%) |
| Афроамериканци    | 30 (0,3%)     | 68 (0,7%)     |
| Азијати           | 49 (0,5%)     | 99 (1,0%)     |
| Хиспаноамериканци | 57 (0,6%)     | 117 (1,2%)    |
| Укупно            | 8.987         | 9.482         |